# George Lichtheim
George Lichtheim (Germania, 6 novembre 1912 – 22 aprile 1973) è stato uno scrittore tedesco.
Nato in Germania, dove compì gli studi, si trasferì poi negli Stati Uniti e in seguito in Inghilterra, dove è vissuto fino alla morte. Fu visiting Lecturer e Research Fellow nelle Università di Columbia e Stanford.
Si ricorda per lo studio sul socialismo e sul marxismo.

## Opere
- Le origini del Socialismo; Bologna, Mulino, 1970.
- Marxismo, trad. di Mario Baccianini; Bologna, Mulino, 1971.
- Storia dell'Imperialismo, Milano, Sonzogno, 1974.
- L'Europa nel Novecento; Bari, Laterza, 1977.
- Guida a Lukács; Milano, Rizzoli, 1978.